# Java Desktop System
Sun Java Desktop System (ранее — проект Mad Hatter, сейчас OpenSolaris Desktop) — среда рабочего стола для операционных систем Solaris и OpenSolaris компании Sun. Существовала также версия и для Linux, но в 2006 году её продажа и поддержка были прекращены.

JDS рассчитана на среднего пользователя ПК, которому для работы необходимы стандартные офисные приложения, такие, как текстовый и табличный процессор, браузер, приложение электронной почты, календарь, программа обмена мгновенными сообщениями.
Sun Java Desktop System является дополнением к Java Enterprise System в части предоставления полнофункционального рабочего места.

## Версии
JDS 1 была включена в состав Solaris 10, во время установки которой пользователю предлагался выбор между CDE и JDS. JDS Release 2 также был доступен для дистрибутивов Linux, основанных на SuSE.
JDS версии 2 включает в себя:
- Java
- GNOME (с темой Blueprint по умолчанию)
- StarOffice
- Mozilla
- Evolution
- MP3 и CD-проигрыватель
- Java Media Player, входящий в состав Java Media Framework
- Pidgin
- RealPlayer

Также Java Desktop System включает бесплатные средства администрирования, поддерживающие централизованную настройку конфигураций, развёртывание приложений и управление пользовательской средой. Кроме того, решение Java Desktop System 2 включает улучшенные инструменты для разработчиков приложений Java для рабочего стола.
JDS Release 3 основан на GNOME 2.6 и доступен только на платформе Solaris 10. В данный момент Sun использует JDS на всех рабочих станциях под управлением Solaris 10.
JDS для OpenSolaris иногда называется OpenSolaris Desktop. OpenSolaris Desktop 01 (28 октября 2005 г.) и OpenSolaris Desktop 02 (23 декабря 2005 г.) основаны на GNOME 2.10 и GNOME 2.12 соответственно.

## Рабочая платформа для разработчиков
Система Java Desktop System включает многофункциональную среду разработки приложений на языке Java, поддерживающую ОС Linux и Solaris.
- Sun Java Studio Standard — мощная и удобная среда разработки программного обеспечения, позволяющая создавать самые разнообразные приложения: от программ для настольных ПК до стандартизированных приложений корпоративного класса и Web-сервисов.
- NetBeans IDE 3.6 — популярная среда разработки программного обеспечения с открытым исходным кодом, включающая эффективную комбинацию средств внедрения и отладки Web-приложений на всех серверах приложений, созданных на базе технологии J2EE, таких как Java System Application Server.
- Платформа Java 2 Standard Edition (J2SE) — высокопроизводительная защищенная платформа для разработки и внедрения приложений, поддерживает ОС Linux.